# Андрияшевско-Гудимовский заказник
«Андрияшевско-Гудимовский заказник» (укр. Андріяшівсько-Гудимівський заказник) — гидрологический заказник общегосударственного значения, расположенный на территории Роменского района (Сумская область, Украина). 
Площадь — 1 509,6 га.

## История
Был создан в 1977 году.

## Описание
Заказник создан с целью охраны водно-болотных угодий в пойме реки Сула, а также низинного болота.
Ближайший населённый пункт — село Беловод, город — Ромны.

## Природа
Вдоль берегов меандрированного русла реки и стариц произрастают тростник и рогоз (широколистный и узколистный). На острове, образованном руслом реки, находится лиственный лес (доминирующая порода дуб, также есть клён, липа, вяз)
Здесь обнаружены 141 вид хребетных животных. Основу фауны заказник составляют водно-болотные и лесные виды. Заказник является местом гнездования птиц (значительная колония цапли серой, рыжей и белой). В Красную книгу Украины занесены украинская минога, горностай, выдра, журавль серый. Заказник служит также местом нереста множества видов рыб.